# Strandzesdaagse
De Strandzesdaagse (gestileerd: Strand6Daagse) is een zesdaagse wandel-kampeertocht langs het strand van Hoek van Holland naar Den Helder.
Sinds 1959 wordt deze tocht van 140 kilometer elk jaar in de laatste week van juli georganiseerd. De lengte van de tocht varieert dagelijks. Drie dagen lopen de wandelaars rond de dertig kilometer, twee keer rond de twintig en de laatste dag iets meer dan tien kilometer. De Strandzesdaagse kent traditioneel weinig uitvallers.
De wandelaars overnachten uitsluitend in door de deelnemers zelf-meegebrachte tenten onder alle weersomstandigheden. De kampeerterreinen zijn mogelijk gemaakt door inzet van gemeenten en verenigingen. Zij zijn enkel en alleen opgezet ten behoeve van de overnachting voor de deelnemers. Op de kampeerterreinen is toilet- en wasgelegenheid aanwezig. De bagage hoeft een deelnemer niet zelf mee te dragen langs het strand. Alle tenten en andere persoonlijke bezittingen worden elke ochtend door de organisatie met vrachtwagens naar de volgende pleisterplaats gebracht. Zo verplaatst zich elke dag een dorp van 1000 mensen.
De tocht bestaat uit zes etappes: vijf keer slaan de strandgangers onderweg hun tenten op, om de nacht door te brengen in Wassenaar, Noordwijk, IJmuiden, Egmond aan Zee en Callantsoog. Op de laatste dag, op zaterdagmiddag, worden de deelnemers bij het kerkje van Huisduinen (Den Helder) feestelijk onthaald. De organisatie zorgt, naast het vervoer van de bagage, voor koffie en thee, warme maaltijden, lunch- en ontbijtpakketjes en fruit.
Hoewel de belangstelling elk jaar veel groter is, kunnen organisatorisch gezien niet meer wandelaars meedoen. De inschrijving start dan ook elk jaar al op 1 november.
De grondlegger van deze tocht is de Nederlander Henk Horsman. In 1959 trok hij als 'geestelijk vader' van de tocht er met 37 vrienden en familieleden op uit. Dat was toen nog vanuit zijn woonplaats Den Helder naar Hoek van Holland. Inmiddels volgt de zesdaagse het parkoers in omgekeerde richting (zodat de lopers dan vaker de zon en de wind in de rug hebben).
Sinds 2004 wordt de Strandzesdaagse georganiseerd door Woody van Loo: "Henk Horsman, de geestelijk vader van de wandeltocht, was een goede vriend van mijn vader. Zo raakte ik erbij betrokken". Als kind liep Van Loo de zesdaagse in 1985. Vanaf zijn dertiende werkte hij mee in de organisatie; eerst als vuilopraper op de kampeerterreinen, daarna als bagageophaler en nu dus als ‘baas’. Al het werk dat verricht wordt voor de tocht is vrijwillig.
Na de vijftigste Strandzesdaagse in 2008 werden Woody van Loo en oud-organisator Henk Horsman door wethouder Hienkens in het zonnetje gezet. Van Loo kreeg een tegel (het stadswapen) uitgereikt en het pad naar de finish werd omgedoopt tot Strand6Daagsepad met een officieel naambord. 
In 2020 was er geen strandzesdaagse vanwege de coronapandemie die in 2020 uitbrak.